# カール・ツー・ライニンゲン (1724-1807)
カール・フリードリヒ・ヴィルヘルム（Carl Friedrich Wilhelm Fürst zu Leiningen, 1724年8月14日 - 1807年1月9日）は、神聖ローマ皇帝（ハプスブルク君主国）の財務官、プファルツ選帝侯領の枢密顧問官、陸軍少将。ライニンゲン侯（在位：1779年 - 1807年）。

## 生涯
ライニンゲン＝ダークスブルク＝ハルデンブルク伯フリードリヒ・マグヌス（1703年 - 1756年）とその妻の伯爵令嬢アンナ・クリスティーネ・フォン・ヴルムブラント＝シュトゥッパハ（1698年 - 1763年）の間の長男として生まれた。父方の祖母はバーデン＝ドゥルラハ辺境伯フリードリヒ・マグヌスの娘であり、バーデン大公カール・フリードリヒとは又従兄弟同士だった。ライニンゲン家はフランケン地方に出自を持つ古い上級貴族の家系で、プファルツ地方やヴォージュ山脈北部地帯に所領を持っていた。
1768年にプファルツ獅子勲章を授与された。1779年、ヴェッテラウ帝国伯部会の投票による賛同を得て、神聖ローマ皇帝ヨーゼフ2世の勅により侯（フュルスト）に昇格した。1790年代、西南ドイツ一帯はフランス革命戦争の戦場となり、ライニンゲン侯一家は1796年にデュルクハイムの城館やライン川左岸の所領を全て諦めて逃亡を余儀なくされた。デュルクハイムの城は放火され焼き払われた。
1803年の帝国代表者会議主要決議により、失った所領の補償という形で独立諸侯領ライニンゲン侯領の創設を許され、マインツ選帝侯領の一部を新所領として優先的に割り当てられることになった。カールは帝国諸侯部会の投票による賛同を得て、ライニンゲン＝ダークスブルク＝ハルデンブルク伯の称号を廃し、「ライニンゲン侯、モスバッハ宮中伯、デューレン伯、ミルテンベルク、アモールバッハ、ビショフスハイム、ボクスベルク、シュープフおよびラウダの領主（Reichsfürst zu Leiningen, Pfalzgraf zu Mosbach, Graf zu Düren, Herr zu Miltenberg, Amorbach, Bischofsheim, Boxberg, Schüpf und Lauda）」を新しい称号として認めさせた。
その後の陪臣化とフランス皇帝ナポレオン1世の圧力により、カールは独立諸侯の地位を失ってバーデン大公国のシュタンデスヘルに転落した。ライニンゲン侯領の一部はその後、1810年にヘッセン大公国領に編入され、ウィーン会議後の1816年からはバイエルン王国領にも編入された。

## 子女
1749年6月24日にレーデルハイムにおいて、従妹にあたる伯爵令嬢クリスティアーネ・ヴィルヘルミーネ・ツー・ゾルムス＝レーデルハイム（1736年 - 1803年）と結婚し、間に4人の子女をもうけた。
- エリーザベト・クリスティアーネ・マリアンネ（1753年 - 1792年） - 1768年、ザルム伯カール・ルートヴィヒと結婚
- ルイーゼ・シャルロッテ・ポリクセネ（1755年 - 1785年） - 1776年、エアバッハ＝エアバッハ伯フランツと結婚
- カロリーネ・ゾフィー・ヴィルヘルミーネ（1757年 - 1832年） - 1773年、ゾルムス＝ヴィルデンフェルス伯フリードリヒ・マグヌスと結婚
- エミッヒ・カール（1763年 - 1814年） - ライニンゲン侯

## 引用
1. ↑  Gottlob Friedrich Krebel: Europäisches genealogisches Handbuch, Seite 6, Leipzig, 1782; (Digitalscan)
2. ↑  Felix Joseph Lipowsky: Kurfürst Karl Theodor. Sulzbach 1828, Seite 110; Scan aus der Quelle zur Verleihung des Ordens vom Pfälzer Löwen